# Notbremse

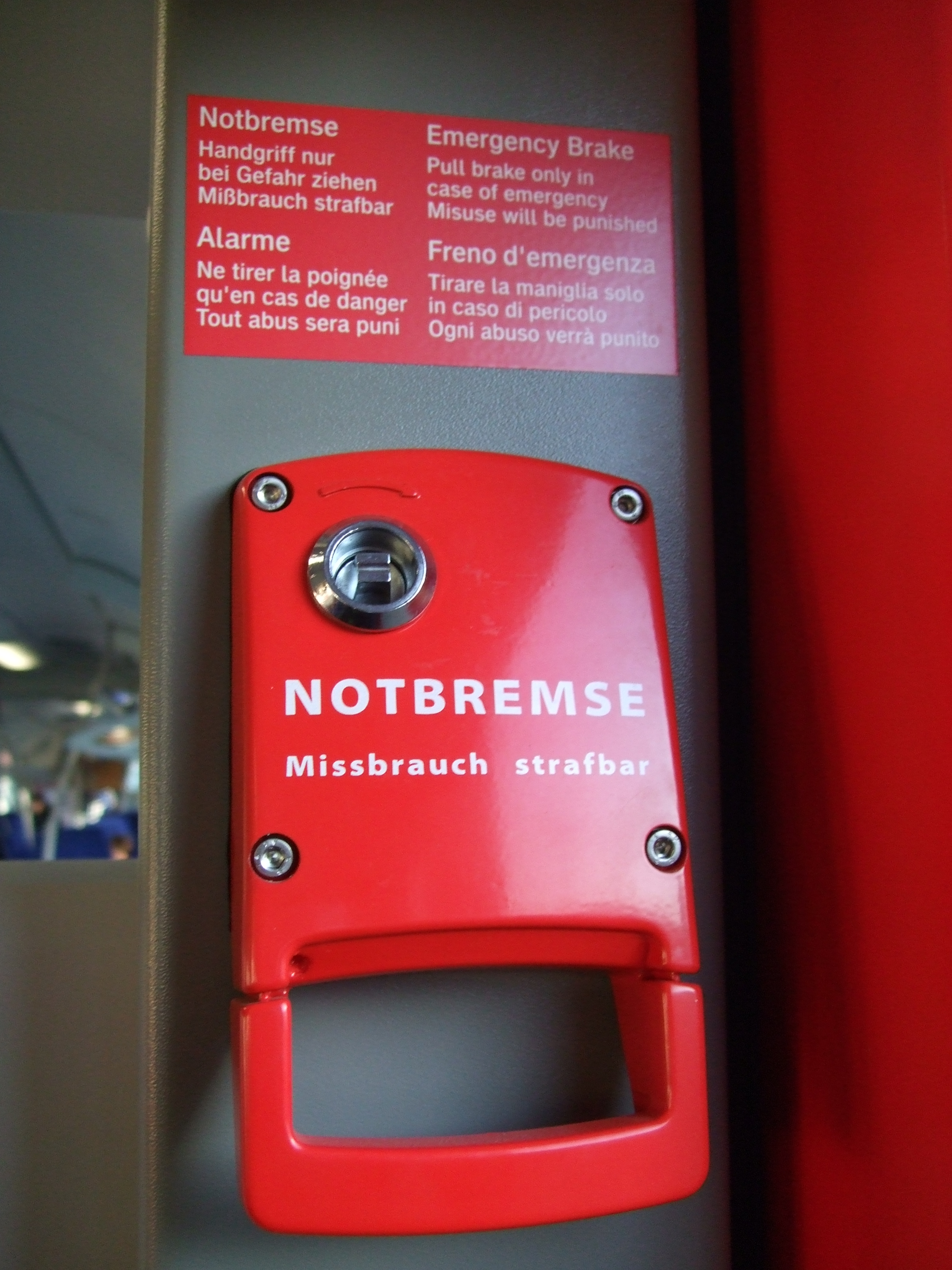
Notbremsgriff in einem Regionalverkehrstriebwagen

Eine Notbremse ist eine technische Vorrichtung zur Auslösung einer sofortigen Bremsung, um Gefahr abzuwenden. So sind beispielsweise Schienenbahnfahrzeuge, die dem Transport von Personen dienen, oder Aufzugsanlagen mit Notbremseinrichtungen, die von den Fahrgästen betätigt werden können, ausgestattet. Das Betätigen der Notbremse ohne triftigen Grund ist in aller Regel strafbar, da es bei Verkehrsmitteln durch die abrupte Abbremsung zu Gefährdungen anderer Personen und anderer Verkehrsteilnehmer kommen kann und der Betrieb gestört wird. Die meisten Notbremsgriffe sind mit einem Verriegelungsmechanismus versehen, der die Wiederinbetriebnahme erst nach einer Entriegelung bzw. Quittierung zulässt.

## Notbremse bei der Eisenbahn
Die Notbremse erfüllt zwei Aufgaben: Zum einen soll bei Schadensfällen, die sich auf die Lauffähigkeit eines Wagens auswirken, der Zug schnellstmöglich zum Halt gebracht werden. Zum anderen soll der Triebfahrzeugführer und das Zugbegleitpersonal auf eine besondere Notsituation innerhalb des Zuges aufmerksam gemacht werden. Sie dient damit sowohl technischen als auch kommunikativen Zwecken.

### Vor der Einführung der selbsttätigen Bremse

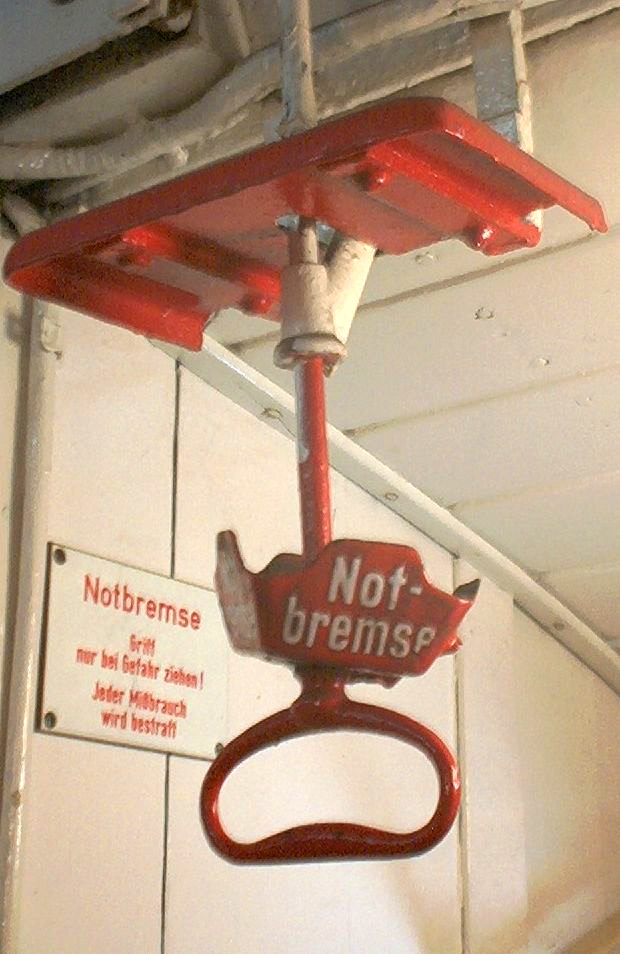
Notbremsgriff um 1920

Bei den im 19. Jahrhundert im Personenverkehr üblicherweise eingesetzten Abteilwagen war es Reisenden in einem fahrenden Zug nur schwer möglich, in Notfällen das Zugpersonal zu alarmieren. In Großbritannien wurde deshalb zunächst an der Außenseite der Züge ein durchgehendes Seil angebracht. Wurde daran gezogen, ertönte auf der Lokomotive ein Signal und der Lokomotivführer konnte das Pfeifsignal für die Bremser auf dem Zug geben, die Bremsen anzuziehen. Dieses System wurde von Thomas Elliot Harrison erfunden, erstmals auf der North Eastern Railway installiert und 1859 von der staatlichen Eisenbahnaufsicht zugelassen. In der Praxis aber erwies es sich als nicht zuverlässig genug. Der Seilzug war, weil außen liegend, für Reisende nur schwer erreichbar. Das durchgehende Zugseil musste bei Rangierbewegungen gelöst und wieder verbunden werden. Ersteres Problem wurde dadurch behoben, dass das Seil ins Wageninnere verlegt wurde. Das geschah nach 1873, als wegen der zahlreich aufgetretenen Pannen, die auch zu schweren Unfällen geführt hatten, die Aufsichtsbehörde ihre Zustimmung zu einer außen liegenden Notleine widerrief.
In Deutschland hieß dieser Seilzug „Rollleine“. Dadurch wurde an der Lokomotive ein Pfeifsignal an die Bremser ausgelöst. Im September 1913 meldete die Kölnische Zeitung folgende Notbremsung:
„Ein berüchtigter Einbrecher sprang auf dem Transport von Prüm nach Trier aus dem in voller Fahrt befindlichen Zuge. Der Wächter zog die Rolleine. Man fand den Verbrecher schwer verletzt und bewußtlos auf dem Geleise liegend.“

### Druckluftbremse

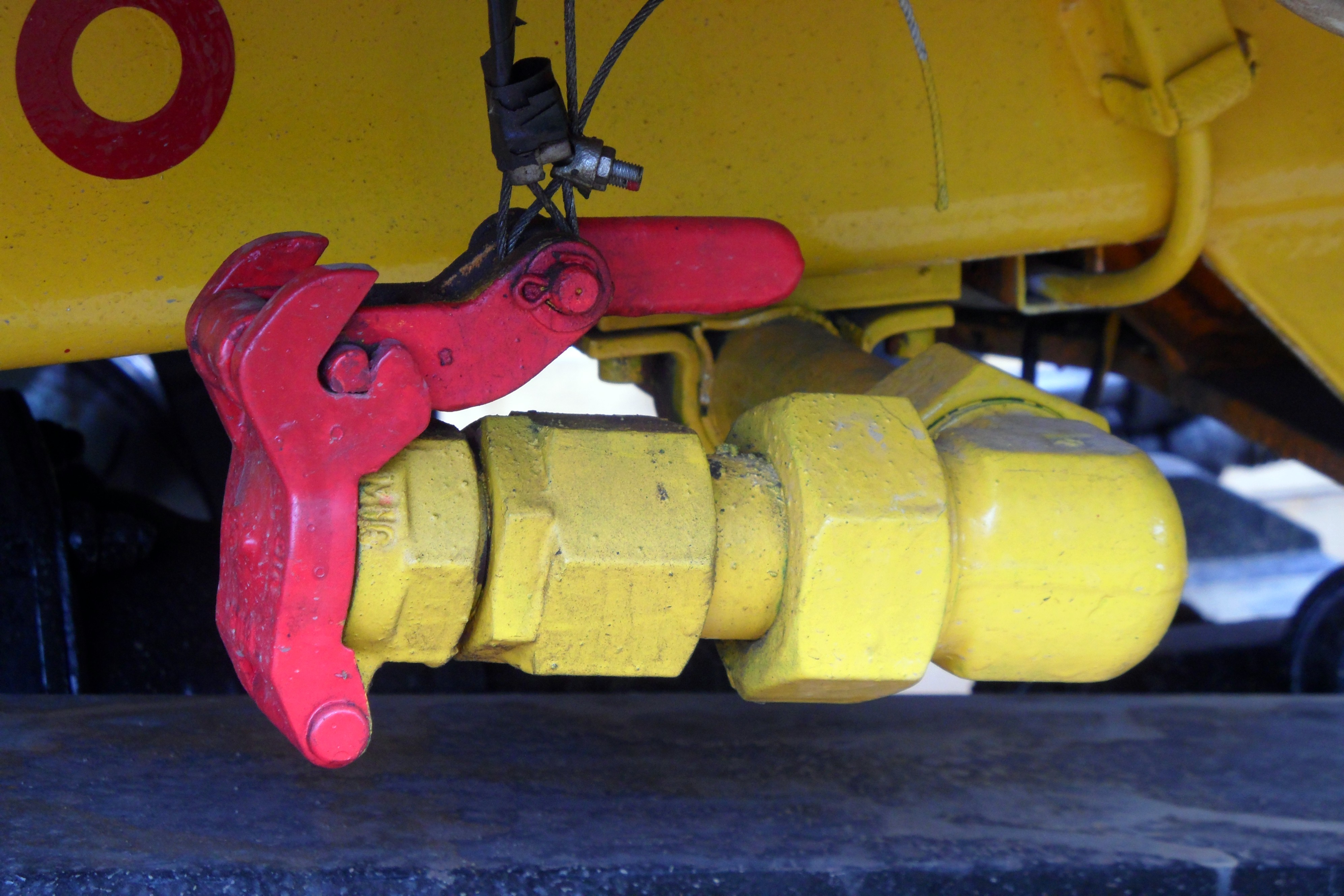
Notbremsventil (»Ackermannventil«), hier an einer Baumaschine

Züge der Eisenbahn sind mit einer Druckluftbremse mit einer durchgängigen Hauptluftleitung ausgestattet. Ist die Bremse gelöst, herrscht in der Hauptluftleitung ein Überdruck von 5 bar. Zum Einleiten einer Bremsung wird der Druck innerhalb der Hauptluftleitung abgesenkt, bei einer regulären Bremsung hinunter bis zu 3,5 bar. Bei Betätigung der Notbremse hingegen wird die durchgehende Hauptluftleitung lokal über ein Notbremsventil zur freien Atmosphäre hin geöffnet, wodurch der Leitungsdruck schlagartig entspannt wird, also den Überdruck völlig verliert, und die Bremsen besonders stark greifen, um den Zug möglichst rasch – rascher als bei einer Betriebsbremsung – zu verzögern.
Betätigungsvorrichtungen zum Einleiten einer Notbremsung (sog. Notbremshebel, vulgo auch Notbremsgriff) befinden sich in jedem Wagen eines Zuges, bei Abteilwagen in jedem Abteil eines Wagens. Das klassische Notbremsventil, nach seinem Erfinder auch „Ackermannventil“ genannt, ist üblicherweise in jedem Wagen nur einmal eingebaut. Es funktioniert ähnlich wie ein Verschluss eines Stahlblechtreibstoffkanisters und ist mit den Notbremsgriffen durch einen kräftigen Stahldraht verbunden. Ein langer Öffnungshebel ermöglicht das Überwinden des Hauptluftleitungsdruckes. Um den Wageninnenraum nicht durch die ausströmende Druckluft zu verschmutzen, ist das Notbremsventil in einem besonderen Fach mit Verbindung zur Außenluft eingebaut. Damit das Zugpersonal den Einbauort, der bei nahezu jeder Wagenbauart abweicht, leicht finden kann, ist er mit einem roten Farbring gekennzeichnet. Bei Güterwagen mit Handbremsbühne sowie Lokomotiven und Baumaschinen werden die Notbremsventile offen eingebaut und können direkt betätigt werden. Das mechanische Notbremsventil kann erst wieder geschlossen werden, wenn die Hauptluftleitung drucklos ist.
In Zügen, in denen elektronisch ermittelt werden kann, welche dieser Betätigungsvorrichtungen betätigt wurde, begibt sich Zugpersonal an die entsprechende Stelle und leitet weitere Maßnahmen ein. In Zügen, die nicht über derartige elektronische Anzeigen verfügen, erfolgt nach Einleitung einer Notbremsung durch einen Fahrgast vom Triebfahrzeugführer eine spezielle Durchsage an die Zugbegleiter. In diesem Fall müssen die Zugbegleiter zunächst anhand der Schaltschrank- oder Displayanzeige jedes Wagens überprüfen, in welchem Wagen die Notbremse betätigt wurde, anschließend in dem entsprechenden Wagen jede einzelne Betätigungsvorrichtung überprüfen und daraufhin weitere Maßnahmen einleiten.

### Elektropneumatische Bremse
Neuere Triebwagen oder Triebzüge haben direkt wirkende elektropneumatische Bremsen mit Bremsrechnern, für die die Notbremse mit einem elektrischen Draht ausgeführt wird. Vom aktiven Führerstand aus wird eine Einspeiseschleife über alle gekuppelten Zugteile bis zur letzten unbenutzten Kupplung geführt. Die Kupplung verbindet die Einspeiseschleife mit der Auslöseschleife. Diese wird zurückgeführt zum aktiven Führerstand und dort ausgewertet. Alle Notbremsen liegen in der Auslöseschleife. Kein Signal an der Auslöseschleife bedeutet Notbremse aktiv. Der ausgelöste Notbremszug wird dem Lokführer angezeigt.

### Notbremsüberbrückung
Züge, die längere Tunnel oder Brückenbauwerke befahren, müssen im Bereich dieser Tunnel oder Brückenbauwerke die Wirkung der Notbremse überbrücken können, um ein Verlassen des Zuges außerhalb der Tunnel oder Brückenbauwerke zu ermöglichen. Hierfür sind diese Züge mit einer Notbremsüberbrückung versehen, mit der der Triebfahrzeugführer das Anlegen der Bremsen bei einer Notbremsung verhindern kann, wodurch der Zug den Tunnel oder das Brückenbauwerk ohne Halt verlassen kann. An den Enden der Kunstbauten gibt es auf Neu- und Ausbaustrecken Rettungsplätze mit Fluchtmöglichkeiten und Zufahrten für Rettungskräfte.

## Recht

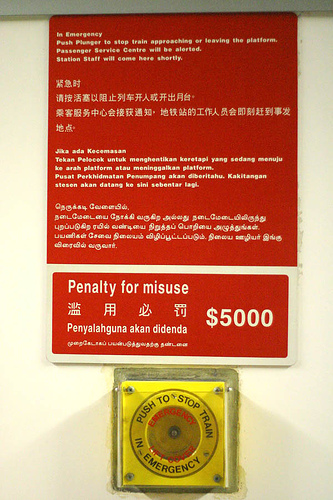
Notbremse in Singapur; Strafe für Missbrauch: 5000 S$ (rund 3000 €)

Die deutsche Eisenbahn-Bau- und Betriebsordnung (EBO) schreibt in § 23 Absatz 3 vor:
„Fahrzeuge, in denen Personen befördert werden, müssen leicht sichtbare und erreichbare Notbremsgriffe haben, durch die eine Notbremsung eingeleitet werden kann. Die Notbremseinrichtung darf so beschaffen sein, dass eine eingeleitete Notbremsung aufgehoben werden kann. Bei Stadtschnellbahnfahrzeugen ist es zulässig, dass die Betätigung eines Notbremsgriffes außerhalb von Bahnsteigbereichen nur eine Anzeige im Führerraum auslöst.“
Der Missbrauch einer Notbremse, also eine vorsätzliche Betätigung ohne die Absicht, eine Gefahr abzuwenden, ist nach dem Recht Deutschlands ein Vergehen gemäß § 145 StGB (Mißbrauch von Notrufen und Beeinträchtigung von Unfallverhütungs- und Nothilfemitteln). Aufgrund des abrupten Stopps von Verkehrsmitteln kann ferner ein Vergehen der Körperverletzung vorliegen. Die hierbei entstehenden Kosten (Verkehrsausfall, Körperverletzungen) können dem Verursacher in Rechnung gestellt werden.